# Покровское (Голованевский район)
Покровское (укр. Покровське; до 2016 — Котовка) — село в Гайворонской городской общине Голованевского района Кировоградской области Украины.
До 2020 года входило в Гайворонский район
Население по переписи 2001 года составляло 730 человек. Почтовый индекс — 26324. Телефонный код — 5254. Код КОАТУУ — 3521182801. Покровское — самый западный населённый пункт Кировоградской области.